# Bulharská Wikipedie
Bulharská Wikipedie je verze Wikipedie v bulharštině. Byla založena 6. prosince roku 2003. V lednu 2022 obsahovala přes 278 000 článků a pracovalo pro ni 26 správců. Registrováno bylo přes 299 000 uživatelů, z nichž bylo asi 880 aktivních. V počtu článků byla 39. největší Wikipedie. Je sedmou největší verzí psanou ve slovanském jazyce.